# Adralesto

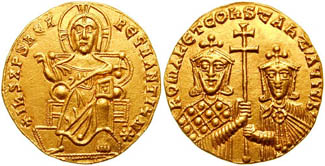
Sólido de Romano I Lecapeno

Adralesto (en griego: Ἀδράλεστος)  fue doméstico de las escolas (comandante en jefe del ejército bizantino) durante los primeros años del reinado de Romano I Lecapeno. Se sabe muy poco acerca de este personaje. Aparentemente fue nombrado para el puesto de doméstico después de que Romano I ascendiera al trono en 920, como sucesor de Juan Garidas, ocupando el cargo hasta su muerte en 920 o en 921, puesto que ya se lo mencionó como muerto por ese año.
Tuvo como sucesor en el cargo a Poto Argiro. Se desconoce a qué familia pertenecía. Rodolphe Guilland lo consideraba un antepasado, probablemente abuelo, de Adralesto Diógenes, strategos del Thema Anatólico en 970, pero existe poca evidencia para apoyar esta suposición aparte del parecido en los nombres.